# Purdyöarna

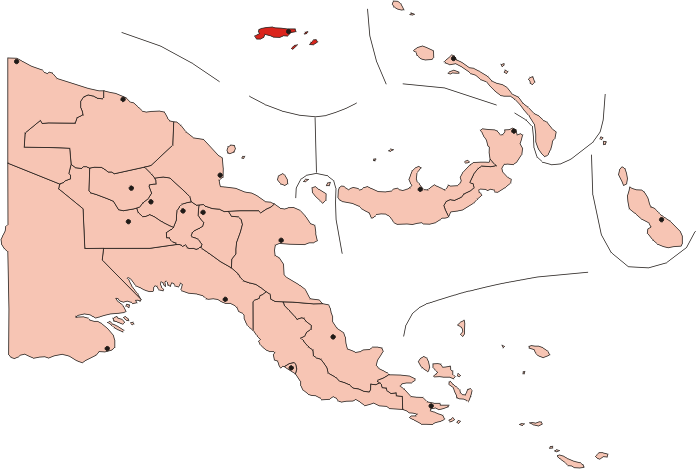
Lägeskarta

Purdyöarna eller Mwilitau Islands (tidigare även Nageri Island) är en ögrupp bland Amiralitetsöarna i Bismarckarkipelagen som tillhör Papua Nya Guinea i västra Stilla havet.

## Geografi
Purdy-öarna utgör en del av  Manusprovinsen och ligger cirka 800 km norr om Port Moresby och ca 80 km sydväst om huvudön  Manus.
De obebodda öarna är låga korallöar och ögruppen består av de av rev omgivna småöarna
- Bat island
- Mole Island
- Mouse Island
- Rat Island

## Historia
Området siktades 1616 av nederländske Jacob Le Maire och återupptäcktes 1817 av brittiske kapten Abraham Bristow som även upptäckte Aucklandöarna.
Området hamnade 1885 under tysk överhöghet och införlivades 1899 i området Tyska Nya Guinea och förvaltades av handelsbolaget Neuguinea-Compagnie.
Under första världskriget erövrades området 1914 av Australien som senare även officiellt förvaltningsmandat för hela Bismarckarkipelagen av Förenta Nationerna.
1942 till 1944 ockuperades området av Japan men återgick 1949 till australiensiskt förvaltningsmandat tills Papua Nya Guinea blev självständigt 1975.